# کوه لودون
کوه لودون (به انگلیسی: Mount Loudon) یک کوه در کانادا است که در آلبرتا واقع شده‌است. کوه لودون ۳٬۲۲۱ متر بالاتر از سطح دریا واقع شده‌است.